# Реплікант (фільм)
«Реплікант» (англ. Replicant) — американський фантастичний бойовик 2001 року режисера Рінго Лема.

## Сюжет
Поліція розшукує серійного вбивцю, який вчинив більше десятка нападів на самотніх матерів. Безжальний маніяк не залишає на місці злочину практично ніяких слідів. Використовуючи волосся вбивці, знайдене на місці злочину, вчені створюють його генетичного двійника. Фахівці вважають, що клон, завдяки генетичній пам'яті, здатний вивести на слід вбивці. Провести операцію доручають поліцейському Джейку Райлі, який довго і безуспішно переслідував маніяка.

## У ролях
| Актор                | Роль                        |
| -------------------- | --------------------------- |
| Жан-Клод Ван Дамм    | Реплікант / Едвард Гарротте |
| Майкл Рукер          | детектив Джейк Райлі        |
| Кетрін Дент          | Енджі                       |
| Брендон Джеймс Олсон | Денні                       |
| Пем Гаятт            | місіс Райлі                 |
| Йен Робісон          | Стен Райзман                |
| Аллан Грей           | Рорк                        |
| Джеймс Гатсон        | Сноті Консьєрж              |
| Джеймі Нокс          | Венді Віхман                |
| Пол Макджілліон      | капітан                     |